# فرانشيسكا كيليمي
فرانشيسكا كيليمي (مواليد 25 يوليو 1985) هي ممثلة إيطالية، حصلت على لقب ملكة جمال إيطاليا في عام 2003.